# Ribeirão Sabará
O ribeirão Sabará é um curso de água do estado de Minas Gerais. É um afluente da margem direita do rio das Velhas e, portanto, um subafluente do rio São Francisco.
O ribeirão Sabará drena uma área de 238 km². Sua nascente localiza-se no município de Caeté, a uma altitude de 1300 metros na serra da Piedade. Entra no município de Sabará após o encontro com o córrego Caeté. Banha a cidade de Sabará, onde tem sua foz no rio das Velhas.